# Henryk Górecki
Henryk Mikołaj Górecki (Czernica, 1933. december 6. – Katowice, 2010. november 12.) lengyel zeneszerző, aki a lengyel avantgárd vezető alakjává vált a sztálinizmust követő kulturális enyhülés során. Az 1950-es és 1960-as években keletkezett, Anton Webern hatását tükröző szeriális műveit a disszonáns modernizmushoz való ragaszkodás jellemzi, de impulzusokat kapott Luigi Nono, Karlheinz Stockhausen, Krzysztof Penderecki és Kazimierz Serocki művészetéből is. Ezt az irányt folytatta az 1960-években, de az 1970-es évek közepére áttért a kevésbé összetett spirituális minimalista hangzásra, melynek példája az átmeneti 2. szimfónia, illetve az igen népszerű 3. szimfónia (A fájdalmas dalok szimfóniája). Ez a stílus több jól elkülöníthető fázison keresztül fejlődött tovább, az olyan művektől, mint az 1979-es Beatus Vir, az 1981-es a cappella himnuszon (Miserere) és az 1990-es Good Night-on át az 1993-as Kleines Requiem für eine Polka (Kis requiem egy lengyel lányért.) című kompozícióig.
Neve az 1980-as évek második feléig szinte ismeretlen volt Lengyelországon kívül, az 1990-es évekre vált csak híressé. 1992-ben, 15 évvel a komponálása után, a 3. szimfónia lemezfelvétele – a híres szoprán, Dawn Upshaw énekével – világszerte eladási és kritikai sikert aratott. A lemez a holokauszt áldozatainak emlékére jelent meg, és több mint egymillió eladott példányával jócskán meghaladta a 20. századi szimfonikus zeneművek felvételeinek tipikus eladási számait. Górecki maga is meglepődött a lemez népszerűségén és ezt mondta: „Az emberek talán megtaláltak valamit ebben a zeneműben, amire szükségük volt […] valahogy azt a hangot ütöttem meg, ami nekik hiányzott. Valami, valahol elveszett a számukra. Úgy érzem, ösztönösen tudtam, hogy mire van szükségük.” E népszerűség azonban nem váltott ki további érdeklődést Górecki más művei iránt, ő pedig szilárdan ellenállt a kísértésnek, hogy megismételje korábbi sikerét, vagy hogy kereskedelmi haszonra hajtson.
Eltekintve két rövid időszaktól, amikor Párizsban tanult, illetve Berlinben élt, életének legnagyobb részét Dél-Lengyelországban töltötte.

## Élete

### Gyermekévei, tanulmányai
Henryk Górecki 1933. december 6-án született a mai Sziléziai vajdasághoz tartozó Czernica nevű kis faluban, Lengyelország délnyugati részén. A Górecki-család szerényen élt, a szülők mindketten szerették a zenét. Az apa, Roman Górecki (1904-1991) a szomszédos kis bányászváros, Rydułtowy vasútállomásán volt irodista, amatőr muzsikusként viszont esküvőkön, mulatságokon játszott. Édesanyja, Otylia Słota (1909-1935) polgári családból származott, zongorázott. A kis falusi házba egy pianinót hozott magával. A házasságkötésük utáni évben született meg egyetlen fiuk, Henryk Mikołaj Józef. Édesanyja pedig éppen a kisfiú második születésnapján halt meg. A zeneszerző számos korai művét szentelte édesanyja emlékének. Az apa tizennégy hónap után újra nősült, Rydułtowyban házat épített és 1937 őszén ide költözött a családjával.
Még ebben az évben történt, hogy a szomszédban játszott, amikor elesett és kificamította a bal csípőjét. A környékbeli orvosok rendre félrediagnosztizálták a betegséget, a korrekt kezelés késlekedése pedig súlyos következményekhez vezetett. A gyermek csípőjében gennyes gyulladás alakult ki, amelynek a szövődménye csonttuberkulózis lett. Két év telt el kezelés nélkül, ráadásul ezalatt a kisfiú bal lábát egyszerűen a mellkasához kötözték. Közben a családot is tragédiák érték. A kisváros közelében már épült az auschwitzi koncentrációs tábor, itt pusztult el Henryk nagynénje, de anyai nagyapja és nagybátyja is a nácik áldozata lett. Egy kiváló és lelkiismeretes német sebész viszont négy operáció után visszaadta a gyermek járóképességét, bár egész életében húzta a bal lábát.
Húsz hónapot töltött kórházban, és amikor 1941-ben hazatért egyre nyilvánvalóbbá kezdett válni a zene iránti érdeklődése. Édesapja és mostohaanyja viszont nem örültek ennek, még attól is eltiltották, hogy édesanyja zongoráján játsszon. Végül megenyhültek és – mivel a kisvárosban nem volt zeneiskola – 1943-ban egy helyi polihisztor, Paweł Hajduga gondjaira bízták. Ez a derék ember – amatőr muzsikus, hangszerkészítő, szobrász, festő, költő és „paraszt filozófus” (chłopski filozof) – eleinte hegedülni, később zongorázni is tanította a gyermeket. Mestere hatása egész életre szóló volt abban is, hogy mindig jól érezte magát egyszerű emberek, kézművesek, népzenészek társaságában, sőt bútorokat is készített. A fiú ebben az időben már kisebb szerzeményekkel is előállt. Eleinte dalokat és zongorára írt miniatűröket komponált, de olykor merészebb vállalkozásokba is fogott. 1952-ben például Adam Mickiewicz balladájának, a Świteziankának a megzenésítésébe fogott, de ez a mű befejezetlen maradt.

### Komponista születik: Rydułtowy és Katowice

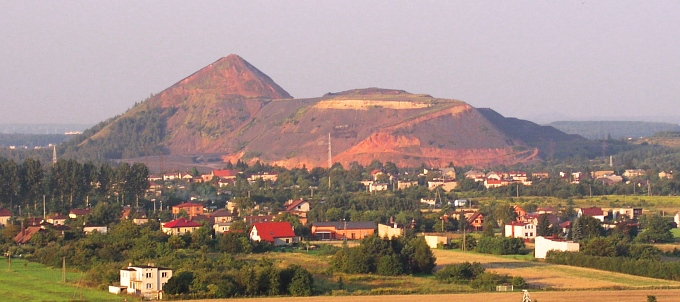
Rydułtowy látképe, ahol Górecki tanított 1951 és 1953 között

1951-ben leérettségizett, és ezzel általános iskolai tanító is lett. Két évig 10-11 éves gyerekeknek tanított biológiát, természetrajzot, matematikát és történelmet Rydułtowy külvárosában, Radoszowyban. Próbálkozott középfokú zenei intézményekbe való felvételivel is, eleinte sikertelenül, nem lévén hivatalosan szerzett előképzettsége. Végül bekerült a Szafranek testvérek, Karol és Anton Szafranek zeneiskolájába, tanárképző szakra, Rybnikben. Itt a két addigi hangszer mellett klarinétot, és zeneelméletet – ellenpontot, összhangzattant és hangszerelést – is tanult. Közben azonban nem hagyta abba a tanítóskodást sem, így a mindennapi munka, utazás, tanulás és gyakorlás megterhelését nem sokáig bírta. 1953-ban abbahagyta a tanítást és teljesen a zenetanulásra összpontosított. Ennek meg is lett az eredménye: a négyéves képzést három év alatt befejezte, és 1955-ben elnyert egy ösztöndíjat a katowicei Karol Szymanowski Zeneakadémiára, így nappali tagozaton folytathatta tanulmányait. Zeneszerzés tanára Bolesław Szabelski lett (maga is Szymanowski-tanítvány), aki kevés beszédű ember volt ugyan, de felismerte tanítványa tehetségét, és igen jó ösztönző hatással volt rá. Górecki tudatosan készült a zeneszerzői pályára, már a főiskolás időszak kezdetétől opus-számmal látta el a műveit: Négy prelűd (op.1, 1955. október–december), a Toccata (op.2, 1955. december), az anyja emlékének ajánlott Három dal (op.3, 1956. január), és így tovább.

### Górecki, a tanár

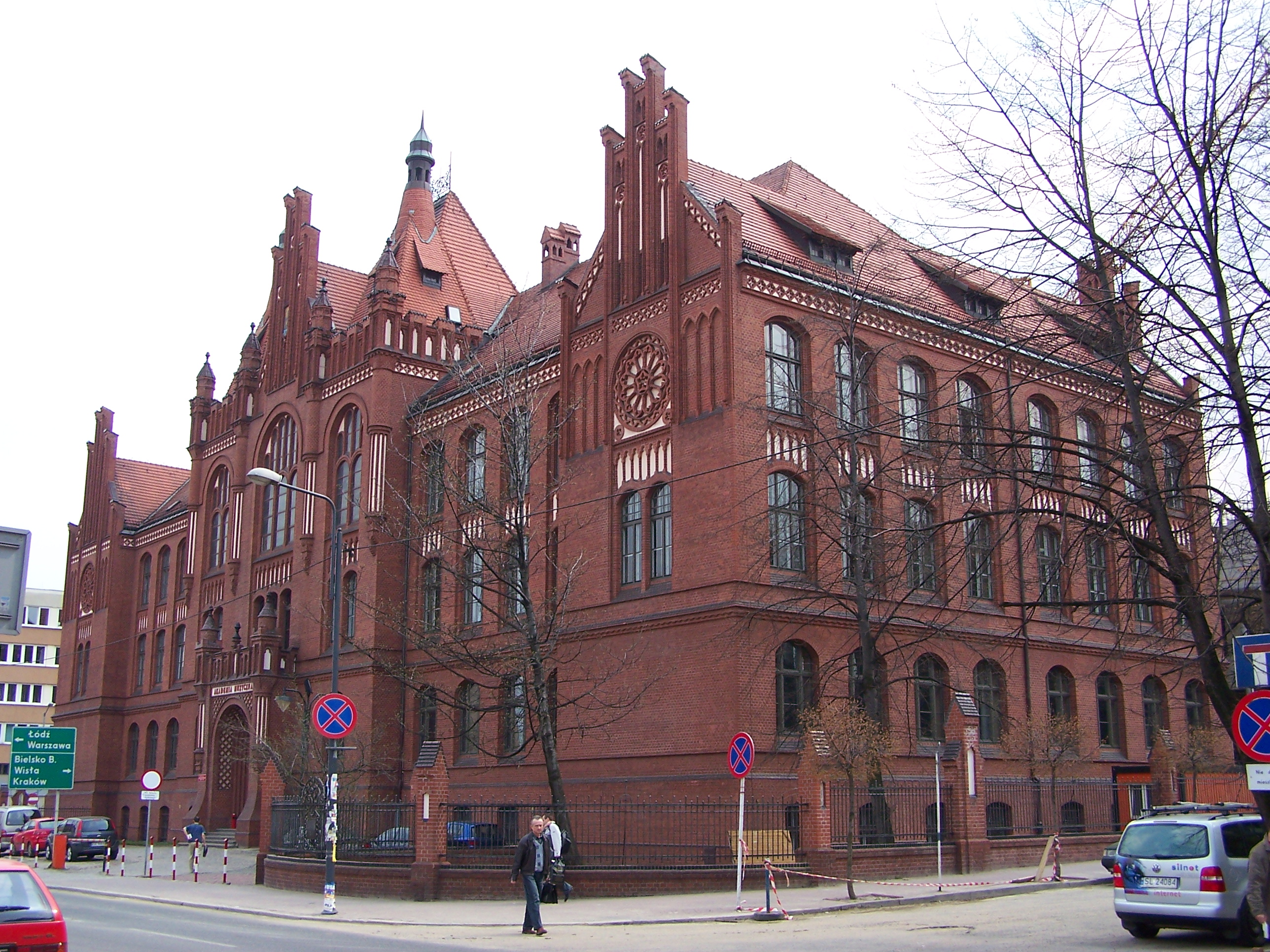
A Zeneakadémia Katowicében, ahol Górecki előadó volt 1968-tól

Tanárként 1968-ban kezdett dolgozni a katowicei Zeneakadémián, ahol kottaolvasást, hangszerelést és zeneszerzést oktatott. 1972-ben helyettes professzorrá, majd 1975-ben a zeneszerzés professzorává léptették elő. Tanítványai közt ott volt Eugeniusz Knapik, Andrzej Krzanowski, Rafał Augustyn és saját fia Mikołaj is. Félelmetes hírnevet szerzett magának a hallgatói körében nyersen őszinte személyisége folytán. Egyik tanítványa, Rafał Augustyn így emlékezett: „Amikor Góreckinél kezdtem a tanulmányaimat, olyan érzés volt, mintha valaki egy vödör jéghideg vizet zúdított volna a nyakamba. Kíméletlen tudott lenni a véleményével. A gyengék kihullottak útközben, de akik nála diplomáztak, kivétel nélkül elismert zeneszerzővé váltak.” Górecki elismerte: „Pár évig pedagógus, tanár voltam a zeneakadémián, és a tanítványaim sok-sok dolgot kérdeztek tőlem, olyat is, hogy hogyan írjak, mit írjak. Én mindig azt válaszoltam: Ha két-három napig létezni tudsz muzsika nélkül, akkor ne komponálj – bizonyára jobban eltöltöd az idődet egy lánnyal, vagy egy sörrel. Ha zene nélkül nem tudsz létezni, csak akkor írj.” Tanári kötelezettségei és gyenge egészsége miatt ebben az időszakban keveset komponált.
Ez idő tájt egyre inkább úgy gondolta, hogy a lengyel kommunista hatóságok túlságosan is beleártják magukat az akadémia tevékenységébe, ahogy fogalmazott „olyanok, mint a kiskutyák: állandóan ugatnak”. Mint vezető tisztségviselő – aki azonban nem volt tagja a pártnak – csaknem állandó hadakozásban állt a hatóságokkal, hogy megóvja az iskolát, a tantestületet és a diákokat az indokolatlan politikai befolyástól. 1979-ben, amikor a kormány nem engedélyezte II. János Pál katowicei látogatását, tiltakozásul lemondott posztjáról, és megalapította a Katolikus Értelmiségiek Klubjának helyi csoportját. Ez a szervezet a Lengyel Kommunista Párt elleni harc jegyében tevékenykedett. Politikai aktivitása az 1980-as években is megmaradt.
1987-ben komponálta Totus Tuus című művét, II. János Pál lengyelországi látogatására. 1991-ben pedig megírta a Miserere című, a cappella kórusra szánt kompozícióját, emlékként a Szolidaritás (Solidarność) mozgalom elleni politikai támadásokra. Jenny Gábor így ír a erről: „A jelentős, a cappella kórusmű Górecki vallásos zenéjének egyik gyöngyszeme. Egyben jó példája annak, hogy szerző számára ebben az időszakban mennyire összefonódott már a mély vallásos hit és a politikai állásfoglalás. A Miserere megírására kétségkívül a lengyelországi politikai események inspirálták: 1981 márciusában Bydgoszczban karhatalmisták súlyosan megvertek három Szolidaritás-aktivistát, s ez Lengyelország addigi legsúlyosabb belpolitikai válságához vezetett. A kibontakozásban reménykedő lengyel nép döbbenten szembesült a diktatúra erőszakosságával. A zene ezt a mélységes, szomorúsággal vegyes megdöbbenést tükrözi, ugyanakkor Góreckinél nem szokatlanul mégiscsak valamiféle végső rendbe, megfellebbezhetetlen igazságba vetett hitről árulkodik. Szövege túlnyomórészt ennyi: Domine Deus (’ó Uram, én istenem’). Ajánlása: „Bydgoszcznak”.”

## Stílusa és művei
Górecki zenéje számos stílust ölel fel, de a harmóniai és ritmusbeli egyszerűség irányában fejlődik. Az úgynevezett Új Lengyel Iskola egyik alapítójának tekintik. Terry Teachout egy cikkében így fogalmaz: „Górecki konvencionális zeneszerzői technikájába egyaránt beletartozott az ellenpontozó szerkesztésmód, illetve dallam töredékek és harmóniai minták rituális ismételgetése”.
Az 1950-es évek második felében keletkezett első művei Anton Webern és más akkori szerialista szerzők avantgárd stílusában íródtak. Abban az időben Górecki hírneve nem maradt el kortársaiétól, pozíciója viszont megerősödött, amikor a Monologhi (Monológok) című munkájával elnyerte a Lengyel Zeneszerzők Szövetségének első díját. 1962-re a Varsói Ősz közönségének gondolataiban már úgy élt, mint a Modern Lengyel Iskola vezetője, Penderecki mellett.

### Korai modernista művei
Górecki műveinek első nyilvános előadása, (1958. február, Katowice) tisztán mutatja Szymanowsky és Bartók hatását. A katowicei Sziléziai Filharmonikusok hangversenyét teljes egészében a 24 éves Górecki muzsikájának szentelték. Az esemény új megrendelést is hozott a Varsói Ősz Fesztiválra. Az új mű, az Epitafium (Sírfelirat) zeneszerzői fejlődésének is új állomását jelentette, és úgy jellemezték, hogy az „a legszínesebb és legvibrálóbb kifejeződése az új lengyel hullámnak.” A Fesztivál egyben a szerző megérkezését is jelentette a nemzetközi színtérre, és Górecki hamarosan a nyugati avantgárd zenei elit kedvencévé vált. 1991-ben James Wierzbicki zenekritikus arról írt, hogy abban az időben „Górecki a poszt-weberni szerializmus új esztétikájának lengyel örökösévé vált, a maga feszes struktúráival, szikár hangszerelésével és a hangok logikai rendbe állításának gondosságával.”
Górecki 1959-ben megírta első szimfóniáját, a következő évben pedig kitüntetéssel elvégezte az Akadémiát. Az 1960-as Varsói Ősz Fesztiválon a Scontri (Összecsapások) című zenekari darabja szenzációt keltett a kritikusok körében éles kontrasztjaival és nyers artikulációjával. 1961-re Górecki a lengyel avantgárd első vonalába tartozott, elmerülve Anton Webern, Iannis Xenakis és Pierre Boulez modernizmusában, 1. szimfóniája pedig nemzetközi figyelmet kapott a Fiatalság Párizsi Biennáléján. Három hónapot töltött Párizsban, tanulással, ismerkedéssel. Jenny Gábor így ír erről: „Megcsodálta Párizst, gyalogszerrel járta be a múzeumokat, galériákat, és személyesen is megismerkedett Pierre Boulezzel. Egy Schönberg-esten egyszerűen odament hozzá, és bemutatkozott neki. Olivier Messiaennal szemben már nem volt ilyen bátor. Bár egyes életrajzírók állítják, hogy párizsi tartózkodása alatt Górecki leckéket vett Oliver Messiaentól, kapcsolatuk valójában annyiból állt, hogy a meglehetősen félénknek bizonyuló lengyel rendszeresen visszajárt a La Trinité templomba a mester orgonajátékát hallgatni.” Ezután keletkezett műveire mindenesetre hatással volt Olivier Messiaen, Roman Palester és Karlheinz Stockhausen.

### Hagyományos és repetitív művek
Az 1960-as évek közepétől és a korai 1970-es években Górecki fokozatosan eltávolodott a korábbi, radikálisan modernista stílusától, és hagyományosabb, romantikus kifejezésmódban kezdett komponálni. Stílusváltását az akkori avantgárd irányvonal meggyalázásának tekintették, és bár továbbra is elfogadott megrendeléseket különféle lengyel ügynökségektől, a 70-es évek közepére már nem tekintettek úgy Góreckire, mint aki számít. Egy kritikusa szerint a szerző „új termése nem volt többé elmés és egyedi; inkább erősen expresszív, folytonosan ritmikus, gyakran dúsan színezve a zenekari színek legsötétebb árnyalataival.” Górecki fokozatosan szakított a disszonanciával, a szerializmussal és a szonorizmussal, amellyel a korai ismertségét szerezte; lehántotta és egyszerűbbé tette a műveit. Széles, lassú gesztusokkal és kis motívumok ismételgetésével kezdett operálni.

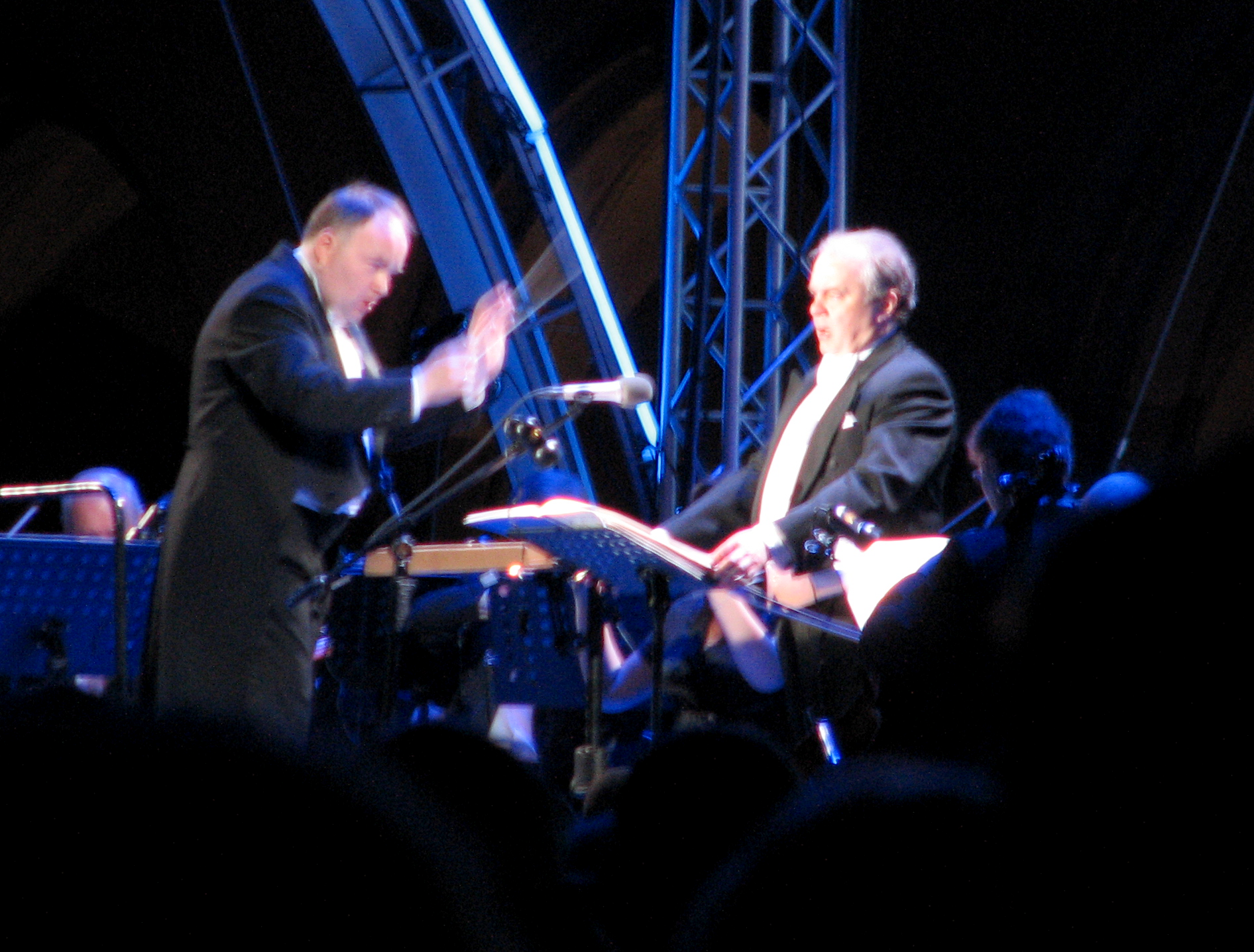
Górecki Beatus Vir című művének előadása, Włodzimierz Siedlik vezényletével. A darab II. János Pál pápává választásának tiszteletére készült.

2. (Kopernikusz) szimfóniáját (II Symfonia Kopernikowska) 1972-ben írta, Kopernikusz csillagász születésének 500. évfordulójára. A monumentális stílusú mű szoprán hangra, baritonra, kórusra és zenekarra készült, szövegei a 145., 6. és 135. zsoltárokból és Kopernikusz könyvéből (De revolutionibus orbium coelestium származnak. A mű kéttételes, tipikus előadási ideje 35 perc. A szimfóniát a New York-i Kosciuszko Foundation rendelte meg, korai lehetőséget teremtve ezzel, hogy Górecki a hazáján kívül is hallgatóságra találjon. Ahogy szokása volt, kiterjedt kutatásokat végzett a tárgyban, és különösen megragadták a figyelmét Kopernikusz felfedezésének filozófiai vonatkozásai, amelyek nem mindegyikéről volt pozitív véleménye. Ahogy Norman Davies történész fogalmaz: „Felfedezése, hogy a Föld kering a Nap körül, a lehető legalapvetőbb forradalmat okozta az emberi kategóriák uralkodó fogalmaiban.”
Az 1980-as évekre a munkássága több nemzetközi figyelemben részesült, és 1989-ben a London Sinfonietta egy koncert hétvégét rendezett, ahol az ő művei és az orosz zeneszerző, Alfred Schnittke kompozíciói voltak műsoron. 1990-ben az amerikai Kronos Kvartett megrendelte tőle első vonósnégyesét, majd lemezre is vették. (1. vonósnégyes Już się zmierzcha – Alkonyodik, op. 62) Ez az alkalom egy hosszú, termékeny kapcsolat kezdetét jelentette a kvartett és a zeneszerző között.
Górecki legnépszerűbb műve a 3. szimfónia, amely A fájdalmas dalok szimfóniája címen is ismert. A mű lassú és elmélkedő, mindhárom tétele szoprán szólóra és zenekarra íródott. Az első tétel librettója egy 15. századi lengyel Mária-siralomból való, a második tételben pedig egy kamaszlánynak, Helena Błażusiaknak a zakopanei Gestapo börtön falára írt szavai hangzanak el, amelyben Szűz Máriához fohászkodik. Jenny Gábor ezt írja: „A szimfónia kulcsa, egyben legszuggesztívebb része kétségkívül a második tétel. Szövege ennyi: "Anyám, ne sírj, kérlek! Legtisztább Mennyei Királynő, te mindig támaszom maradsz. Üdvözlégy, Mária! Kegyelemmel teljes vagy.” A szöveg az utolsó mondat kivételével szó szerint olvasható a zakopanei Gestapo-börtön egyik cellájának falán. S mint Górecki nyilatkozataiból kiderül, az ragadta meg leginkább ebben a falra karcolt feliratban, hogy a sorok írója, egy tizennyolc éves lány a többi rabbal ellentétben a kegyetlen körülmények közepette sem könyörög, átkozódik vagy dühöng, hanem hittel és reménnyel telve édesanyját vigasztalja. A „Kegyelemmel teljes vagy” mondatot a szerző maga fűzte a szöveghez.” A harmadik tétel egy 20. század eleji sziléziai népdal szövegén alapul, melyben egy anya keresi a németek elleni felkelésben elvesztett fiát.
A szimfónia fő témái az anyaság és a háború okozta elválás. Míg az első és harmadik tétel az anya keservét fejezi ki, aki elvesztette a gyermekét, a másodikban a gyermekét, akit elszakítottak az édesanyjától.

### Kései művek

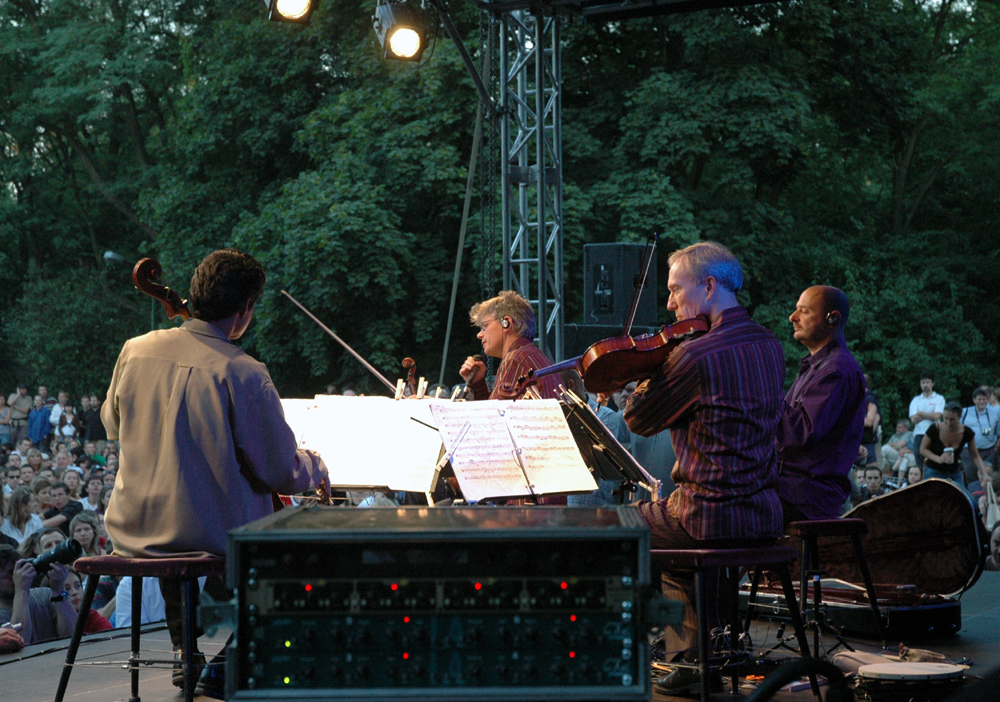
A Kronos kvartett 2005-ös varsói fellépésén

A 3. szimfónia sikere ellenére, Górecki ellenállt a csábításnak, hogy ismét ugyanabban a stílusban komponáljon, és nem karrierje előmozdítása vagy hírneve öregbítése szellemében, hanem elsősorban „belső alkotási parancsnak engedelmeskedve” dolgozott.
1994 februárjában a Kronos Kvartett négy hangversenyt adott a Brooklyn Academy of Musicon az új zene iránti érdeklődés posztmodern újjáéledését ünnepelve. Az első három koncerten három élő zeneszerző vonósnégyesei szerepeltek: két amerikaié (Philip Glass és George Crumb) és lengyelé (Górecki).
1992-ben írta a Concerto-Cantata című darabot fuvolára és zenekarra, 1993-ban pedig a Kleines Requiem für eine Polka (Kis requiem egy lengyel lányért) című művet zongorára és 13 hangszerre. A Concerto-Cantatát a London Sinfonietta, a Kis requiemet a Schönberg Ensemble vette lemezre.
1993-ban kezdte el és 1995 januárjában fejezte be a Kronos felkérésére írt 3. vonósnégyesét („Songs are Sung”) A művet Velimir Khlebnikov verse inspirálta
, és csak 2005-ben mutatták be. Amikor megkérdezték tőle, hogy miért késett csaknem 10 évet a mű bemutatása, azt felelte: „Folyton tartózkodtam attól, hogy a világ elé tárjam. Nem is tudom, miért.” A zenét egyik előadásához felhasználta a New Jersey központú Lydia Johnson Dance társulat is.

### Halála
A hetvenedik évéhez közeledő Górecki az ezredforduló után egyre kevesebbet komponált. Úgy érezte, nincs már szükség arra, amit ő mondhatna. A népszerűség pedig igazából soha nem érdekelte. Mindig szívesebben kirándult a Tátrában, vagy gyártott otthon a műhelyében bútorokat, mint hogy ünnepeltesse magát. Amikor a Kronos vezetője, David Harrington afelől érdeklődött, hogy kaphatna-e egyet a Górecki által készített karosszékekből, a szerző nevetve így válaszolt: „választhat: vagy egy karosszék, vagy egy új vonósnégyes”.
Életének utolsó évtizedében gyakran betegeskedett. 4. szimfóniájának 2010-ben, Londonban lett volna a bemutatója a Londoni Filharmonikusokkal, de végül nem került rá sor a komponista betegsége miatt. Henryk Górecki 2010. november 12-én halt meg katowicei otthonában, tüdőgyulladás okozta komplikációk következtében. Halálának hírére Eugeniusz Knapik a Katowicei Zeneakadémia rektora így reagált: „Górecki életműve olyan, mint egy hatalmas sziklatömb, amely előttünk fekszik az úton, szellemi és érzelmi erőfeszítésekre késztetve bennünket.” Adrian Thomas, a Cardiffi Egyetem professzora pedig ezt mondta: „Górecki egyéniségének ereje és elképesztő eredetisége átragyogott a muzsikáján. […] De azért ő egy egészen privát ember volt, a családja iránti erős hittel, nagyszerű humorérzékkel, fizikai bátorsággal a könyörtelen betegséggel szemben és a szilárd barátság képességével”.
Egy hónappal halála előtt megkapta a legmagasabb lengyel kitüntetést, a Fehér Sas Rendet, amelyet Anna Komorowska a lengyel államelnök felesége adott át neki, a kórházi ágyán.
Felesége Jadwiga zongoratanár volt. Lányuk, Anna Górecka-Stanczyk, zongoraművész, a katowicei Zeneakadémia tanára; fiuk, Mikolaj szintén zeneszerző.
2013 februárjában bejelentették, hogy a 4. szimfónia világpremierjére 2014. április 12-én kerül sor, ugyanúgy a London Philharmonic Orchestra előadásában, a londoni Royal Festival Hallban, mint azt 2010-ben tervezték. A karmester: Andrej Borejko/Andrey Boreyko.

## Kritikusi vélemények
Górecki zenéjét a zenetudósok és zenekritikusok általában olyan zeneszerzőkével hasonlítják össze, mint Olivier Messiaen és Charles Ives. Saját magáról azt mondta, hogy Bachhal, Mozarttal és Haydnnal is rokonságot érez, bár hozzátette, hogy a legközelebbi rokonság Franz Schuberthez fűzi, különösen a tonalitás és a zenei alapanyag kezelése tekintetében.
Miután az 1970-es években eltávolodott a szerializmustól és a disszonanciától, gyakran hasonlították olyan komponistákhoz, mint Arvo Pärt, John Tavener és Giya Kancheli. A szent minimalizmus kifejezést sűrűn emlegetik e szerzők vonatkozásában, a zenei textúrák, hangnemek és dallamok leegyszerűsített megközelítése folytán, olyan művekben, amelyek mélyen gyökerező vallásos meggyőződést tükröznek. Górecki modernista kompozíciós technikáját Igor Sztravinszkij, Bartók Béla, Paul Hindemith és Dmitrij Sosztakovics munkásságával is össze szokták vetni.
1994-ben Boguslaw M. Maciejewski kiadta Górecki első életrajzát Górecki – His Music And Our Times címmel. A könyv számos részletet tartalmaz a komponista életével és művészetével kapcsolatban, megemlítve azt is, hogy az angliai Classic FM rádió jóvoltából igen nagy megbecsülést szerzett. 3. szimfóniája, a Fájdalmas dalok szimfóniája hihetetlenül népszerűvé tette. „Az album harmincnyolc hétig állt az első helyen az amerikai Billboard Magazine klasszikus lemezeladási listáján, a brit popzenei (!) listákon pedig, megelőzve Madonna és Michael Jackson lemezeit, néhány hét alatt a hatodik helyig jutott. Dawn Upshaw ebben az időben popsztárként sétálhatott a Piccadillyn. És az még csak érthető, hogy az angol királyi család egy pohár bor mellett ülve hallgatta végig a lemezt, de nyár közepén ugyanezt az őrültséget javasolta hallgatóinak egy nagyrészt könnyűzenét játszó Santa Monica-i rádióállomás műsorvezetője is.
David Drew munkálkodását siker koronázta. A lemezeket a következő öt évben több mint 1 200 000 példányban adták el, Górecki pedig, aki ötven évig elvonultan élt valahol Kelet-Európában, a XX. század legkeresettebb élő klasszikus zeneszerzője lett.”
Egy 1994-es interjúban ezt mondta:
„Én nem választom meg a hallgatóságomat. Úgy értem, hogy soha nem a közönségemnek írok. Gondolok rájuk, de nem nekik írok. Valamit el kell nekik mondanom, de a közönségnek is kell bizonyos erőfeszítéseket tennie ezért. Soha nem írtam valamely közönségnek és nem is fogok, mert nekem adnom kell a hallgatóságnak valamit, nekik pedig törekedniük kell, hogy megértsék azt. Ha a közönségemre gondolnék, akik közül egyik ezt kedveli, a másik azt, a harmadik amazt, soha nem tudnám, mit is írjak. Hadd válassza meg mindenki, mi is érdekli igazán. Semmi bajom azokkal, akik Mozartot, Sosztakovicsot vagy Leonard Bernsteint szeretik, de nem szeretik Góreckit. Ez így van rendjén. És is csak bizonyos dolgokat kedvelek.”
Góreckit díszdoktorává avatta a montreali Concordia University. Sajtóközleményében Wolfgang Bottenberg a Concordia professzora úgy jellemezte őt, mint „korunk egyik legnevesebb és legelismertebb komponistáját”, és megállapította, hogy Górecki zenéje „századunk utolsó éveinek legpozitívabb vonulatát képezi: próbálja begyógyítani azokat a sebeket, amelyeket korunk durvasága és türelmetlensége ejtett. Fenn fog maradni a következő évezredben, és inspirálni fogja a többi zeneszerzőt is.” 2008-ban a krakkói Zeneakadémia adományozott neki díszdoktori címet. Az átadási ünnepségen a város ferences templomának kórusa adott elő válogatást a szerző kórusműveiből.

## Műveinek jegyzéke
Forrás: Jenny Gábor: Egy megkésett életrajz – Henryk Mikołaj Górecki

### Opus számmal ellátott művek
- op.1 – Négy prelűd (Cztery preludia) – zongorára (1955)
- op.2 – Toccata – két zongorára (1955)
- op.3 – Három dal (Trzy pieśni) – Juliusz Słowacki és Julian Tuwim szövegeire – énekhangra és zongorára (1956)
- op.4 – Változatok (Variations) – hegedűre és zongorára, (1956)
- op.5 – Quartettino – két fuvolára, oboára és hegedűre (1956)
- op.6 – 1. zongoraszonáta (1956, rev. 1984/1990)
- op.7 – Az öröm és ritmus dalai (Pieśni o radości i rytmie) – két zongorára és kamarazenekarra (1956)
- op.8 – Szonatina egy tételben – hegedűre és zongorára (1956)
- op.9 – Altató (Kołysanka) – zongorára (1956)
- op.9a – A madárfészekből (Z ptasiego gniazda) – kilenc darab zongorára (1956)
- op.10 – Szonáta – két hegedűre (1957)
- op.11 – Concerto öt hangszerre és vonósnégyesre (1957)
- op.12 – Epitafium (Sírfelirat) – Julian Tuwim szövegére – vegyes karra és kamaraegyüttesre (1958)
- op.13 – Öt darab (Pięc utworów) – két zongorára (1959)
- op.14 – 1. szimfónia ’1959’ – vonószenekarra és ütőhangszerekre (1959)
- op.15 – Három diagram (Trzy diagramy) – szólófuvolára (1959)
- op.16 – Monologhi (Monológok) – saját szövegére – szopránszólóra, két hárfára és ütőhangszerekre (1960)
- op.17 – Scontri (Összecsapások) – zenekarra (1960)
- op.18 – Diagram IV – szólófuvolára (1961)
- op.19 – Genesis
  - no 1 Elementi (Elemek) – vonóstrióra (1962)
  - no 2 Canti strumentali (Instrumentális dalok) – 3 hegedű, 3 brácsa, 2 fuvola, trombita, mandolin, ütőhangszerek (1962)
  - no 3 Monodramma – (Monodráma) – saját szövegére – szopránszólóra, ütőhangszerekre, és hat nagybőgőre (1963)
- op.20 – Choros I (Kórusok) – vonószenekarra (1964)
- op.21 – Refrén – nagyzenekarra (1965)
- op.22 – Musiquette I – két trombitára és gitárra (1967)
- op.23 – Musiquette II – négy trombitára, négy harsonára, két zongorára és ütősökre (1967)
- op.24 – Régi lengyel zene (Muzyka Staropolska) – rézfúvókra és vonósokra (1969)
- op.25 – Musiquette III – három brácsára (1967)
- op.26 – Cantata – orgonára (1968)
- op.27 – Canticum graduum (Grádicsok éneke) – zenekarra (1969)
- op.28 – Musiquette IV ’Harsonaverseny’ – harsonára, klarinétra, csellóra és zongorára (1970)
- op.29 – Ad Matrem (Do matki) – saját szövegére – szoprán szólóra, vegyes karra és zenekarra (1971)
- op.30 – Két szent ének (Dwie pieśni sakralne) – Marek Skwarnicki verseire – op.30a: baritonszólóra és zenekarra; op.30b: baritonszólóra és zongorára (1971)
- op.31 – 2. szimfónia ’Kopernikusz’ – szoprán- és baritonszólóra, vegyes karra és zenekarra (1972)
- op.32 – Euntes Ibant et Flebant (Csak mentek és sírtak) – szöveg: 125/126, 94/95 zsoltár – a cappella vegyes karra (1972)
- op.33 – Két dalocska (Dwie piosenki) – Julian Tuwim szövegeire – énekkarra (1972)
- op.34 – Három tánc (Trzy tańce) – zenekarra (1973)
- op.35 – Amen – vegyes karra (1975)
- op.36 – 3. szimfónia ’Fájdalmas dalok szimfóniája’ (Symfonia pieśni żałosnych) – szopránszólóra és nagyzenekarra (1976)
- op.37 – Három kis darab (Trzy małe utworki) – hegedűre és zongorára (1977)
- op.38 – Beatus Vir – baritonszólóra, vegyes karra és zenekarra (1978)
- op.39 – Széles víz (Szeroka woda) – öt dal a cappella vegyes karra (1979)
- op.40 – Csembalóverseny (Koncert na klawesyn – lub fortepian – e orkiestrę smyczkową) – csembalóra, vagy zongorára és vonószenekarra *(1980)
- op.41 – Mazurkák (Mazurki) – zongorára (1980)
- op.42 – Két dal Lorca szövegeire (Dwie pieśni) – énekhangra és zongorára (1956, 1980)
- op.43 – Áldott málna dalok (Błogosławione pieśni malinowe) – négy dal Cyprian Norwid szövegére, énekhangra és zongorára (1980)
- op.44 – Miserere – a cappella vegyes karra (1981)
- op.45 – Leszáll a sötét este (Wieczór ciemny się uniża) – öt népdal vegyes karra (1981)
- op.46 – Én Visztulám, szürke Visztula (Wisło moja, Wisło szara) – népdal vegyes karra (1981)
- op.47 – Altatók és táncok (Kołysanki i tańce) – hegedűre és zongorára (1982)
- op.48 – Dalok Juliusz Słowacki szavaira (piewy do słów J. Słowackiego) – énekhangra és zongorára (1983)
- op.49 – Három altató (Trzy Kołysanki) – vegyes karra (1984)
- op.50 – Levendula koszorú (Ach, mój wianku lewandowy) – hét népdal vegyes karra (1984)
- op.51 – Jön a felhő, esik eső (Idzie chmura, pada deszcz) – öt népdal vegyes karra (1984)
- op.52 – Különböző dalok (Utwory różne) – négy darab zongorára (1956, 1957, 1961)
- op.53 – Lerchenmusic[62] (Pacsirtazene) – klarinétra, csellóra, és zongorára (1984-86)
- op.54 – Mária dalok (Pieśni Maryjne) – öt Mária dal vegyes karra (1985)
- op.55 – O Domina Nostra (Medytacje o Jasnogórskiej Pani Naszej) – meditációk a Jasna Góra-i Szűzanyáról – saját szövegére – szopránszólóra, és orgonára (1985)
- op.56 – Oltalmad alá futunt (Pod Twoją ubronę) – Jan Siedlecki szövegére – nyolcszólamú vegyes karra (1985)
- op.57 – A harangok Úrangyalára hívnak (Na Anioł Pański biją dzwony) – Kazimierz Przerwa Tetmajer szövegére – vegyes karra (1986)
- op.58 – Anne-Lillnek (Dla ciebie, Anne-Lill) – fuvolára és zongorára (1986)
- op.59 – Ária ’operai jelenet’ (Aria, 'scena operowa') – tubára, tam-tamra és nagydobra
- op.60 – Totus Tuus (Egészen a tiéd) – II János Pál apostoli mottója – vegyes karra (1987)
- op.61 – Jöjj Szentlélek! (Przybądż Duchu Święty) – vegyes karra (1988)
- op.62 – 1. vonósnégyes ’Alkonyodik’ (Już się zmierzcha') – (1988)
- op.63 – Good Night (Jó éjszakát!) – szopránszólóra, altfuvolára, 3 tam-tamra és zongorára (1990)

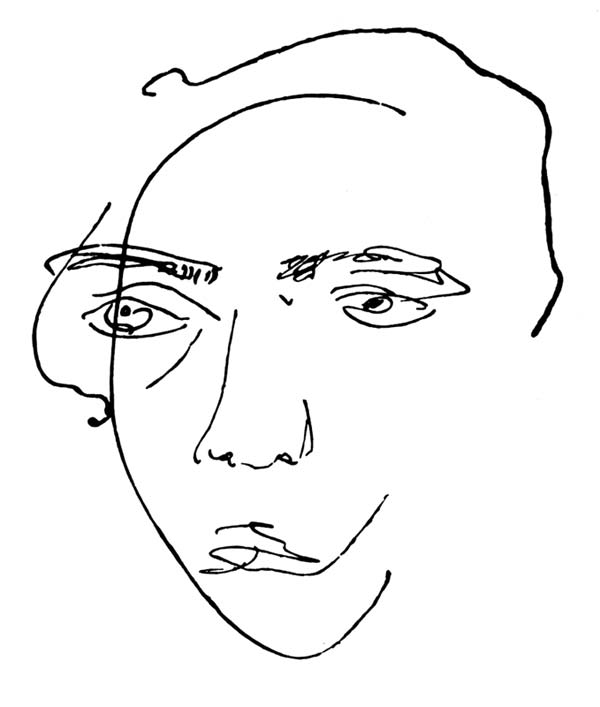
Velimir Khlebnikov önarcképe. Az ő verse ihlette a 3. vonósnégyest.

- op.64 – 2. vonósnégyes ’Quasi una fantasia’[63][64] – (1991)
- op.65 – Concerto-Cantata – fuvolára és zenekarra (1992)
- op.66 – Kleines Requiem für eine Polka – kamarazenekarra (1993)
- op.67 – 3. vonósnégyes ’Songs are Sung’ – (1993–2005)
- op.68 – Három dal Maria Konopnicka szavaira (Trzy pieśni do słów Marii Konopnickiej) – énekhangra és zongorára (1954/1995)
- op.69 – Három töredék Stanisław Wyspiański szavaira (Trzy fragmenty do słów Stanisława Wyspiańskiego) – énekhangra és zongorára (1996)
- op.70 – Valentine Piece – fuvolára és csengőre (1996)
- op.71 – Klarinétötös ’dal klarinétra és vonósnégyesre’ (1996)
- op.72 – Salve, Sidus Polonorum - Sanctus Adalbertus (Üdvözlégy lengyelek csillaga!) – vegyes karra, orgonára, két zongorára és ütőhangszerekre (1997)
- op.73 – Kleine Phantasie (Kis fantázia) – hegedűre és zongorára (1997)
- op.74 – ?
- op.75 – ’Hej, z góry, z góry! koniku bury’ – Öt kurpföldi dal, a cappella vegyes karra (1999)
- op.76 – Lobgesang – a cappella vegyes karra és harangjátékra (2000)
- op.77 – ?
- op.78 – Quasi una fantasia – (az op.64 átdolgozása vonószenekarra) (2002)
- op.79 – Dla Jasiunia – három kis darab hegedűre és zongorára (2003)
- op.80 – Po co żeś tu przyszło Siwa Mgło
- op.81 – Egy katyni család dala (Pieśń Rodzin Katyńskich) – a cappella vegyes karra (2004)
- op.?? – IV. szimfónia

### Opusszám nélküli művek
- – Korál kánon formában (Chorał w formie kanonu) – vonósnégyesre (1961, rev. 1984)
- – Három régi stílusú darab (Trzy utwory w dawnym stylu) – vonószenekarra (1963)
- – Huszonegy templomi ének (21 Pieśni kościelne) – a cappella vegyes karra (1986)

Film – Színház (opusszám nélkül):
- – Hamupipőke (Kopciuszek) – színpadi zene, Teatr Śląski, Katowice (1957)
- – A magányosság tornya (Wieża samotności) – színpadi zene, Teatr Śląski, Katowice (1959)
- – Akvárium (Akwarium) – színpadi zene (1959) (a bemutatót törölték)
- – Paper Doll (Papierowa laleczka) – dal, Teatr Śląski, Katowice (1960)
- – Jędrek – filmzene (1969) r.: Jadwiga Kękzierzawska

Egyebek (opusszám nélkül):
- – Két szignál – fafúvókra és rezekre, a Katowicei Jégkorong Világbajnokságra (1976)
- – Wratislaviae gloria (Wrocław dicsősége) – fanfár rézfúvósokra és vonósokra (1968)

## Fordítás
Ez a szócikk részben vagy egészben  a   Henryk Górecki című angol Wikipédia-szócikk ezen változatának fordításán alapul.  Az eredeti cikk szerkesztőit annak laptörténete sorolja fel. Ez a jelzés csupán a megfogalmazás eredetét és a szerzői jogokat jelzi, nem szolgál a cikkben szereplő információk forrásmegjelöléseként.